# Bassingthorpe
Bassingthorpe är en by i civil parish Bitchfield and Bassingthorpe, i distriktet South Kesteven, i grevskapet Lincolnshire, i England. Byn är belägen 9 km från Grantham. Bassingthorpe var en civil parish fram till 1931 när blev den en del av Bitchfield and Bassingthorpe. Civil parish hade 78 invånare år 1921. Byn nämndes i Domedagsboken (Domesday Book) år 1086, och kallades då Torp.